# Esperanza (República Dominicana)
Esperanza é um município da República Dominicana pertencente à província de Valverde. Inclui quatro distritos municipais: Boca de Mao, Jicomé, Maizal e Paradero.
Sua população estimada em 2012 era de 70 588 habitantes.